# Паоло Міланолі
Паоло Міланолі (італ. Paolo Milanoli, нар. 7 грудня 1969, Алессандрія, Італія) — італійський фехтувальник на шпагах, олімпійський чемпіон 2000 року, дворазовий чемпіон світу.
У 2022, Міланолі назвав усунення російських спортсменів від змагань у зв'язку із вторгненням в Україну "ганьбою" та "злочином проти людства".

## Виступи на Олімпіадах
| Олімпіада   | Дисципліна          | Місце |
| ----------- | ------------------- | ----- |
| Сідней 2000 | індивідуальна шпага | 13    |
| Сідней 2000 | командна шпага      | 1     |